# سرژ پرایس
سرژ پرایس (به هلندی: Serge Price) (زادهٔ ۶ ژوئیه ۱۹۹۱ در آمستردام) یک بازیگر هلندی است. او به همراه کوینتن اسخرام از بازیگران اصلی فیلم‌های پیتر بل ۱ (۲۰۰۲) و پیتر بل ۲ (۲۰۰۳) بوده است. او همچنین یکی از بازیگران اصلی فیلم پزشک پرنده بود که در سال ۲۰۰۴ برنده جایزه گاو طلایی (Golden Calf) برای بهترین فیلم کوتاه شده بود..

## فیلم‌شناسی
فیلم‌هایی که پرایس در آنها بازی کرده است:
- ‎Storm, De‎ (۲۰۰۹)‎
- ‎Griezelbus, De ‎ (۲۰۰۵)‎
- پزشک پرنده (۲۰۰۴)
- پیتر بل ۲ (۲۰۰۳)
- پیتر بل ۱ (۲۰۰۲)
- اولین بچه روی ماه (۲۰۰۱)